# Murray Sinclair
Pour les articles homonymes, voir Sinclair.
Murray Sinclair, de son nom anishinaabe Mizhana Gheezhik, né le 24 janvier 1951 à Selkirk au Manitoba et mort le 4 novembre 2024 à Winnipeg (Manitoba), est un avocat, juge et sénateur anishinaabe.

## Biographie
Après avoir fréquenté l'Université de Winnipeg, Murray Sinclair obtient en 1979 un diplôme de droit à l'Université du Manitoba, où il sera plus tard professeur adjoint.
Admis au barreau en 1980, Murray Sinclair devient en 1988 le premier juge autochtone nommé au Manitoba. En 2001, il est nommé à la Cour du Banc de la Reine du Manitoba, le plus haut tribunal de première instance de la province.
En 1988, il devient coprésident, avec Alvin C. Hamilton, de la Commission d'enquête sur l'administration de la justice et les Autochtones du Manitoba. En 2009, après un refus initial, il accepte de présider la Commission de vérité et de réconciliation du Canada.
Il est nommé au Sénat du Canada le 2 avril 2016 sur recommandation du premier ministre Justin Trudeau. Il prend sa retraite du sénat le 31 janvier 2021. Le 29 décembre 2021, il est nommé compagnon de l'Ordre du Canada, en reconnaissance de son expertise en matière de droits autochtones et pour son travail à la réconciliation entre les populations autochtones et allochtones du Canada.
À l'hiver 2024, il emménage dans une résidence en raison de problèmes de santé qui le touchent ainsi que son épouse. À partir du printemps 2024, il retourne à la pratique du droit chez Cochrane Saxberg LLP pour encadrer de jeunes avocats et rédige ses mémoires.